# Liste des arbres remarquables des Côtes-d'Armor
Le Conseil général des Côtes-d'Armor a réalisé en 2011 un ouvrage sur les arbres remarquables.
Parmi la centaine d’arbres présentés, certains ont plus de 500 ans.

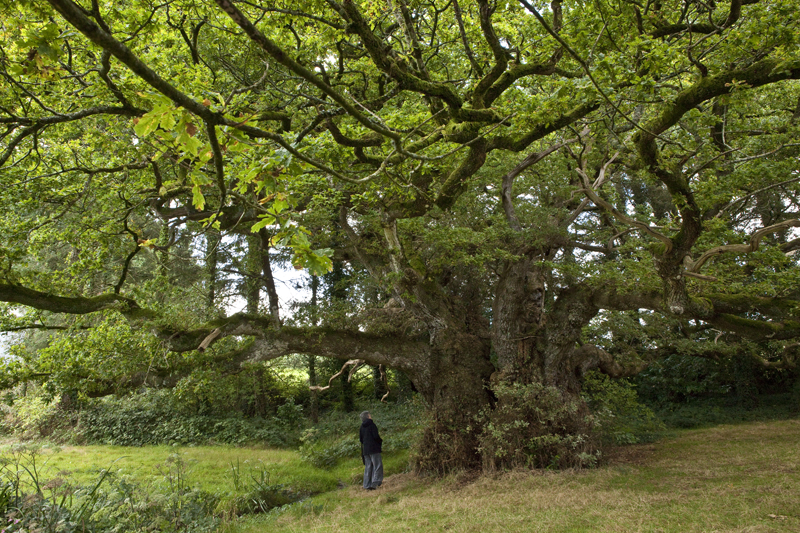
Chêne à Bulat-Pestivien.
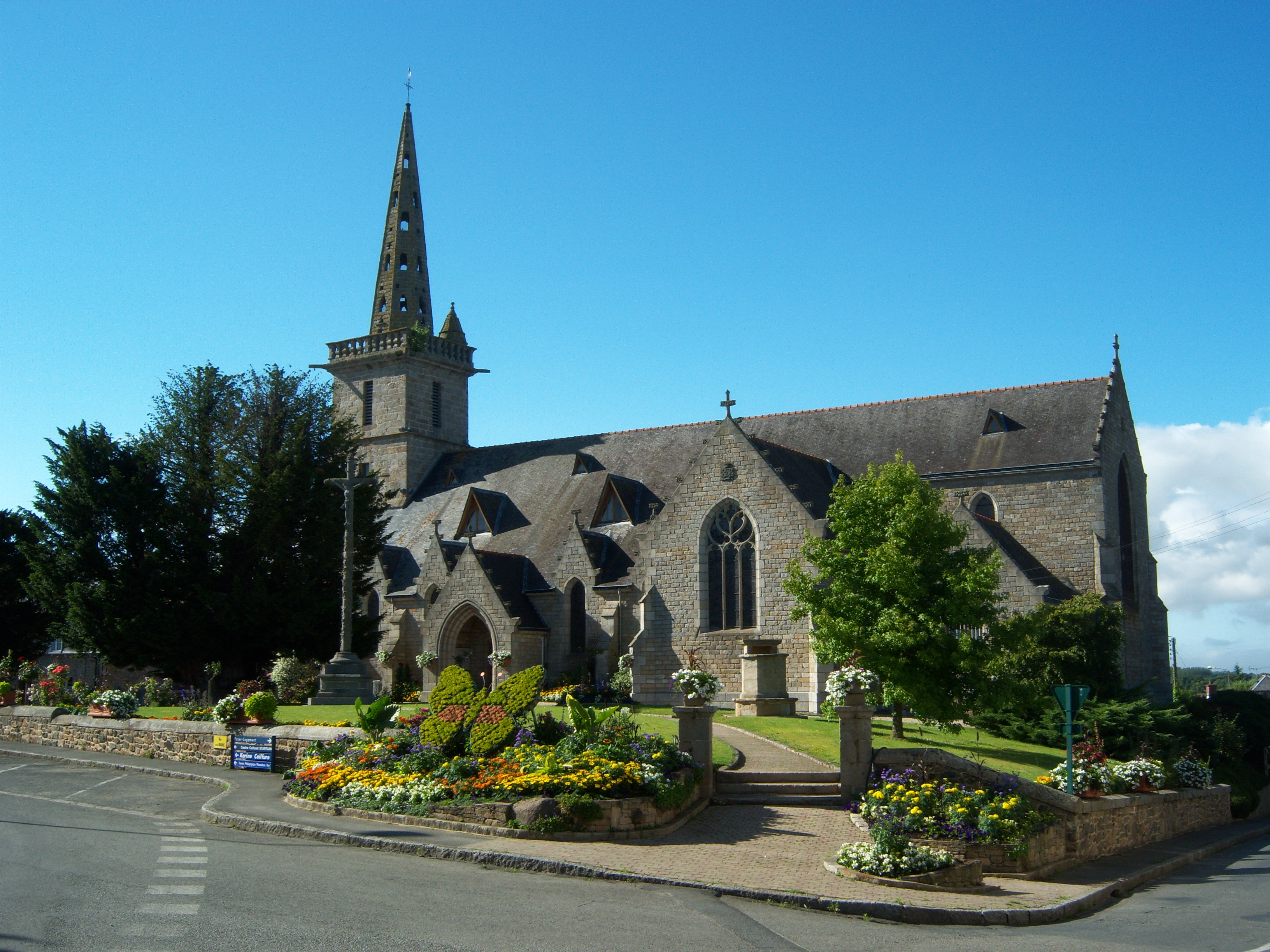
If de Pommerit-le-Vicomte
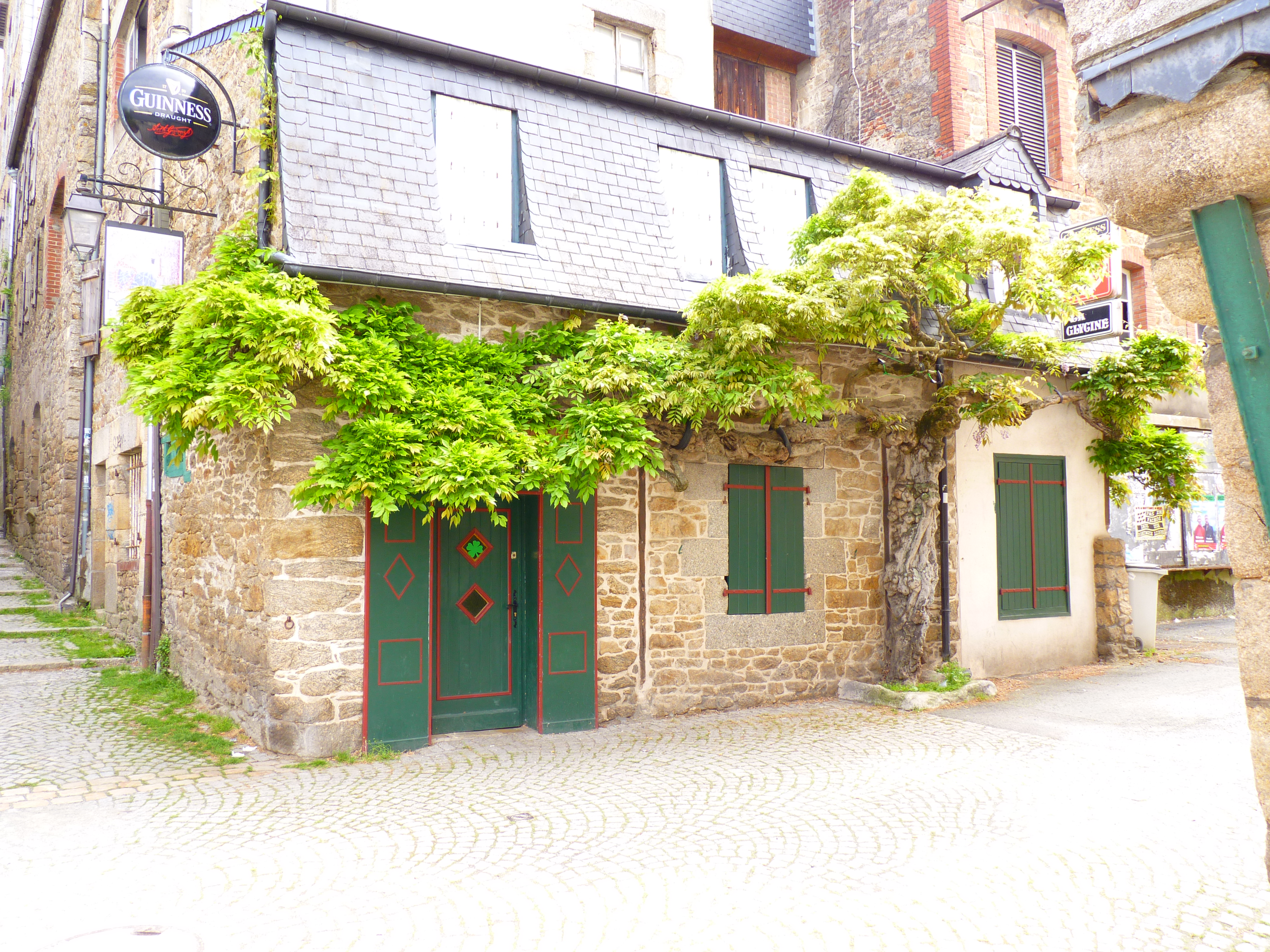
Glycine à Guingamp
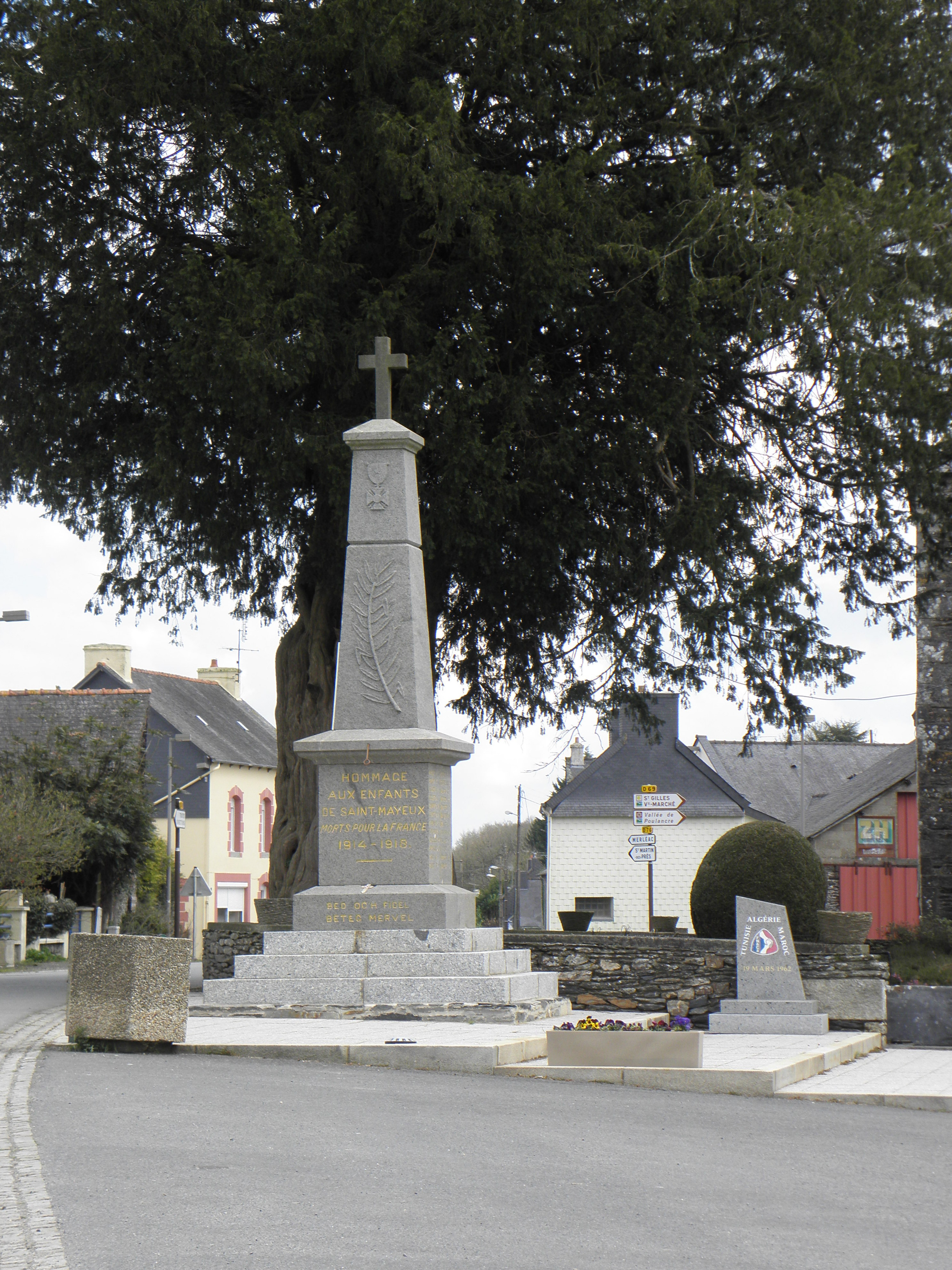
If de Saint-Mayeux
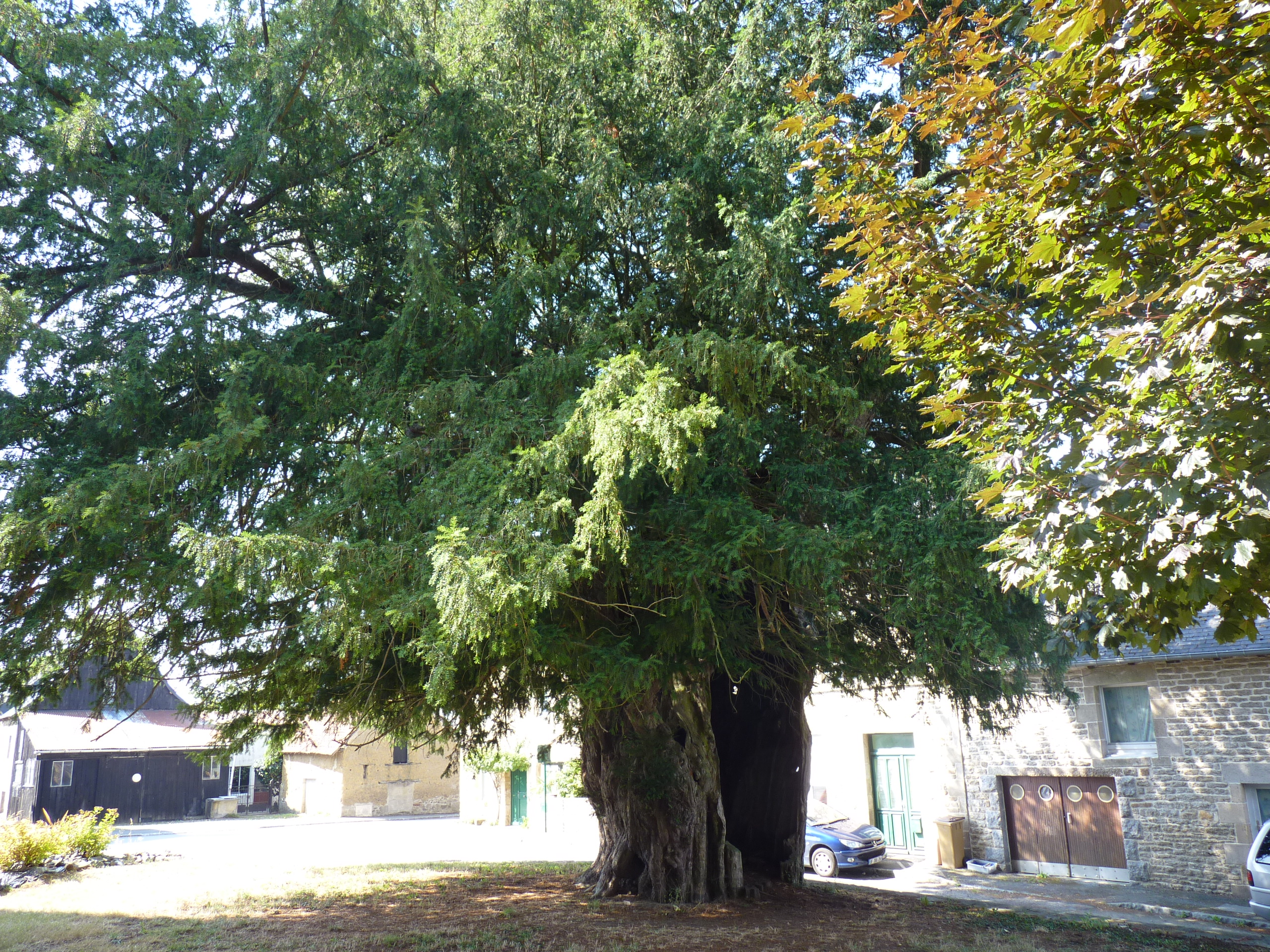
If d'Yvignac-la-Tour
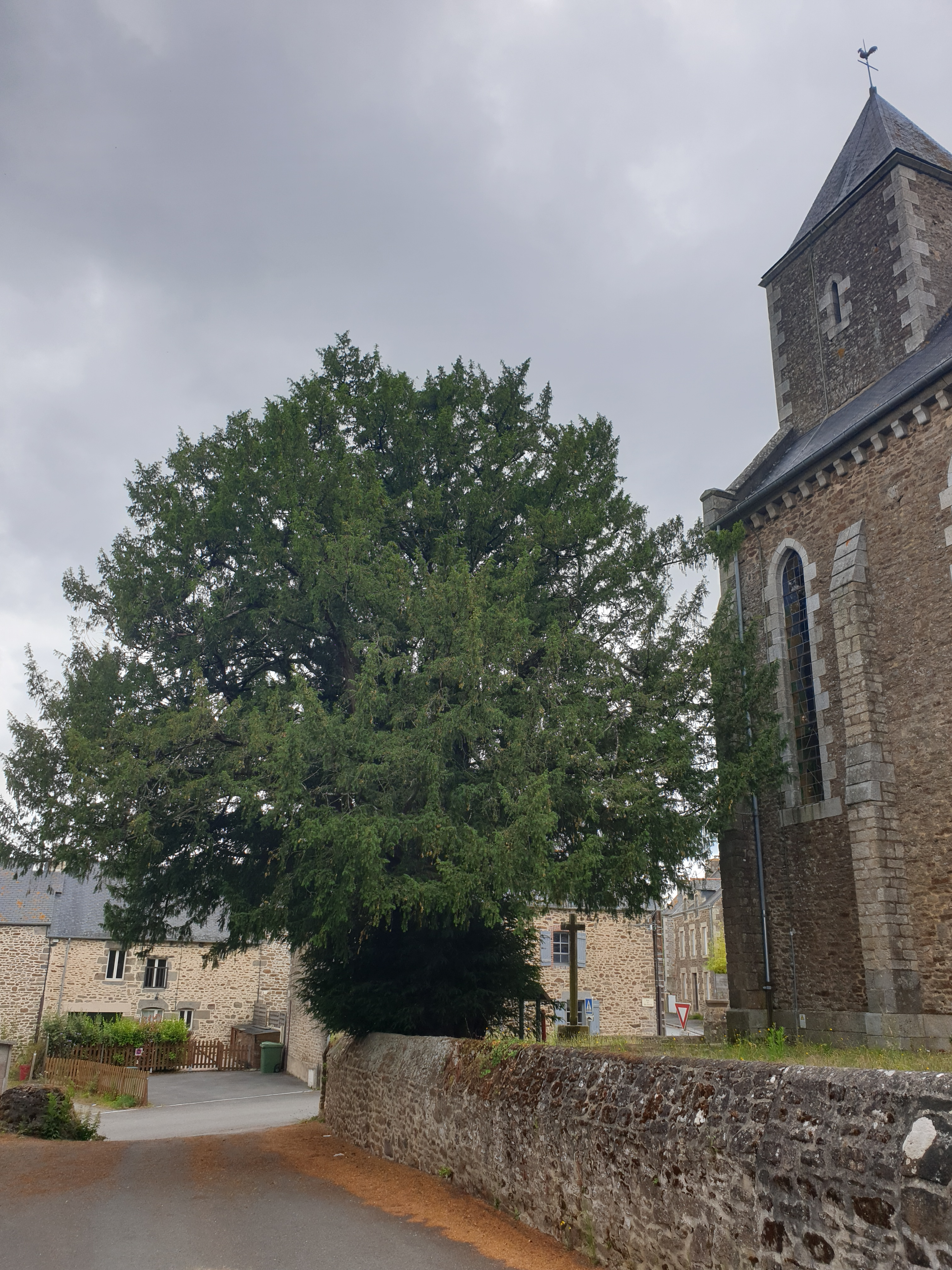
If de Saint-Solen

## Liste des arbres remarquables des Côtes-d'Armor
Les entrées signalées en gras sont les arbres distinguées par l'association Arbres remarquables : bilan, recherche, études et sauvegarde (A.R.B.R.E.S.).
| essence               | commune                              | âge[Quand ?]     | emplacement             | accessibilité                                        |
| --------------------- | ------------------------------------ | ---------------- | ----------------------- | ---------------------------------------------------- |
| If commun             | Aucaleuc                             | 600 ans          | Cimetière               | accès libre                                          |
| Chêne pédonculé       | Bégard                               | 100 à 150 ans    | Armoripark              | accès payant Arbre remarquable de France depuis 2003 |
| If commun             | Boqueho                              | 350 à 500 ans    | Kernabat                | accès libre                                          |
| Chêne pédonculé       | Bulat-Pestivien                      | 1000 ans ou plus | Tronc Joly              | accès libre Arbre remarquable de France depuis 2004  |
| Araucaria             | Dinan                                | 160 ans          | Cimetière               | accès libre                                          |
| Gingko biloba         | Dinan                                | 160 ans          | Jardin des anglais      | accès libre                                          |
| Magnolia grandiflora  | Dinan                                | 160 ans          | Église de Saint-Malo    | accès libre                                          |
| Glycine               | Guingamp                             | 150 ans          | Rue du Grand-Trotrieux  | accès libre                                          |
| If commun             | Guitte                               | 373 ans          | Château de Couellan     | accès payant (selon horaires)                        |
| Chêne pédonculé       | Hénanbihen                           | 500 ans          | La Ville Bayeux         | accès libre Arbre remarquable de France depuis 2013  |
| If commun             | Kergrist-Moëlou                      | 350 à 700 ans    | Église                  | accès libre                                          |
| Pin sylvestre         | Lanrodec                             | 250 ans          | Bois Meur               | accès libre                                          |
| Séquoia               | Lamballe                             | 117 ans          | Haras national          | accès payant                                         |
| Chêne vert            | Lannion                              | 250 à 650 ans    | Parc du tribunal        | accès libre                                          |
| Charme                | Lanrelas                             | 160 ans          | Piscine                 | accès libre                                          |
| If commun             | Lanvallay                            | 600 ans          | Église de Saint-Solen   | accès libre                                          |
| Charme                | Lanvellec                            | 100 ans          | Rosanbo                 | accès payant                                         |
| Hêtre commun          | Le Vieux-Marché                      | 150 à 200 ans    | Kervinihy               | accès libre                                          |
| Pin de Monterey       | Loguivy-de-la-Mer                    | 140 ans          | Traou Pell              | accès libre                                          |
| If commun             | Moustéru                             | - ans            | Pedordel                | accès libre                                          |
| Chêne pédonculé       | Mûr-de-Bretagne                      | 300 à 400 ans    | Chapelle Sainte-Suzanne | accès libre                                          |
| If commun             | Perret                               | 700 ans          | Chapelle du bourg       | accès libre                                          |
| Pin de Monterey       | Perros-Guirec                        | 140 ans          | Quinquis                | visible                                              |
| Aubépine et sureau    | Plaintel                             | 475 ans          | Créhenny la noblesse    | visible                                              |
| Tilleul               | Plaintel                             | 150 ans          | Saint-Quihouët          | accès libre                                          |
| If commun             | Plaintel                             | 650 ans          | Église                  | accès libre                                          |
| Platane               | Plélauff                             | 700 ans          | Canal de Nantes à Brest | accès libre                                          |
| Châtaignier           | Plélo                                | 300 ans          | La Ville Guerfault      | accès libre                                          |
| Chêne pédonculé       | Plénée-Jugon                         | 400 à 600 ans    | La Ville Hervy          | accès libre                                          |
| Chêne vert            | Plérin                               | 240 ans          | Rue du Chêne vert       | visible                                              |
| Cyprès de Lambert     | Plestin-les-Grèves                   | 160 ans          | Rue de Kergus           | visible                                              |
| Châtaignier           | Pleumeur-Gautier                     | 200 ans          | Traou vras              | Arbre remarquable de France depuis 2001              |
| Chêne pédonculé       | Plouaret                             | 400 à 600 ans    | Pont Blanc              | accès libre                                          |
| Chêne pédonculé       | Ploubalay                            | 200 à 300 ans    | Ploubalay               | visible                                              |
| Pin de Monterey       | Ploubezre                            | 130 ans          | Château de Kergrist     | accès libre                                          |
| If commun             | Plougrescant                         | 300 ans          | Église                  | accès libre                                          |
| Châtaignier           | Plougonver                           | 280 ans          | Bourgerel               | accès libre                                          |
| Buis                  | Plougonver                           | 400 ans          | Mairie                  | accès libre                                          |
| Châtaignier           | Plougonver                           | 200 ans          | Saint-Tugdual           | accès libre                                          |
| Chêne pédonculé       | Plounévez-Quintin                    | 350 à 400 ans    | Garviniou               | accès libre                                          |
| If commun             | Pommerit-le-Vicomte                  | 1 000 ans        | Église                  | accès libre                                          |
| Glycine               | Quintin                              | -                | Mairie                  | accès libre                                          |
| If commun             | Saint-André-des-Eaux (Côtes-d'Armor) | 450 ans          | Chapelle de la Pitié    | accès libre                                          |
| Chêne vert            | Saint-Brieuc                         | 150 ans          | Parc des promenades     | accès libre                                          |
| Chêne pédonculé       | Saint-Jacut-du-Mené                  | 360 ans          | Chapelle du parc        | accès libre                                          |
| Chêne pédonculé       | Saint-Juvat                          | 300 ans          | Les Grands Champs       | accès libre                                          |
| If commun et Merisier | Saint-Launeuc                        | 700 à 800 ans    | Église                  | accès libre Arbre remarquable de France depuis 2001  |
| If commun             | Saint-Lormel                         | 1 000 ans        | Chapelle du Vieux Bourg | accès libre                                          |
| If commun             | Saint-Maudez                         | 1 000 ans        | Église                  | accès libre Arbre remarquable de France depuis 2003  |
| If commun             | Saint-Mayeux                         | 600 à 700 ans    | Église                  | accès libre                                          |
| Cyprès de Lambert     | Trébeurden                           | 120 ans          | Ancien presbytère       | accès libre                                          |
| Châtaignier           | Trébry                               | 160 ans          | La Touche               | accès libre                                          |
| Platane               | Tréguier                             | 300 ans          | Chapelle Notre-Dame     | accès libre                                          |
| Cyprès de Lambert     | Tréveneuc                            | 140 ans          | Grève de Saint-Marc     | accès libre                                          |
| Chêne pédonculé       | Trévron                              | 220 ans          | La Herviais             | accès libre                                          |
| If commun             | Yvignac-la-Tour                      | 750 ans          | Église                  | accès libre                                          |